# Frédéric Bon
Pour les articles homonymes, voir Bon.
Frédéric Bon, né le 30 janvier 1943 à Moûtiers (Savoie) et mort le 28 juin 1987 à Villejuif (Val-de-Marne), est un chercheur en sciences politiques, politologue et sociologue français.

## Biographie

### Jeunesse et études
Frédéric Bon est né le 30 janvier 1943 à Moûtiers en Savoie,. Issu d'une famille catholique, il rompt tôt avec cette religion et milite activement très à gauche pendant ses études, généralement en compagnie de son cousin Michel-Antoine Burnier. Les deux cousins sont ainsi, pendant la Guerre d'Algérie, « porteurs de valises » du Front de libération nationale, cachant notamment le militant indépendantiste algérien Mohamed Boudia qui vient de s'évader d'une prison française. 
Entrés à l'Union des étudiants communistes, ils y font partie des leaders de la tendance « italienne » qui, à l'instar du Parti communiste italien et contrairement au Parti communiste francais, soutient activement la politique de déstalinisation de Nikita Khrouchtchev. Bon et Burnier font partie du comité de rédaction du journal Clarté dans lequel s'exprime pendant un temps cette tendance. En mai 68, Frédéric Bon est de l'aventure du journal militant Action dans lequel s'expriment différents mouvements étudiants.
Parallèlement à son action militante, Frédéric Bon est admis à l'Institut d'études politiques de Paris en compagnie de son complice Michel-Antoine Burnier en 1960. Il en sort diplômé en 1963.  

### Parcours professionnel
En 1969, il intègre le CNRS. Il quitte Paris en 1974 et s'installe à Grenoble, où il est affecté comme chargé de recherche. Il devient directeur de recherches à partir de 1980. Parallèlement à son travail de recherche pour le CNRS, il enseigne à l'IEP de Grenoble. Il est responsable du 3e cycle à partir de 1984. 
Il enseigne à l'Institut d'études politiques de Paris durant les années 1970 et années 1980. 
Chercheur très actif, il s'intéresse en particulier aux comportements électoraux, aux discours, au récit, à tous les faits de langage. Sa recherche s'appuie sur l'utilisation des sondages et sur le traitement statistique des données, techniques qu'il contribue à développer dans le domaine. En 1981, il crée la banque de données socio-politiques, à l'origine de l'actuel CIDSP (Centre d'informatisation des données socio-politiques, URM 5194),. Il développe l'usage intensif de l'informatique et des statistiques dans la politologie naissante. En particulier, c'est lui qui organise les estimations électorales lors du référendum et de l'élection présidentielle de 1969.
Il meurt à 44 ans d'une hépatite virale à l'hopital de Villejuif,,.

## Œuvres
Il publie plusieurs ouvrages, dont certains plus satiriques écrits en collaboration avec son cousin Michel-Antoine Burnier.
- Attitudes et comportements politiques à Boulogne-Billancourt (1970) avec Guy Michelat
- Que le meilleur perde (1986)
- La France qui vote (1988)
- Les Élections en France : Histoire et sociologie (1978)